# Magnar Dalen
Magnar Dalen, född 24 juni 1963, är en norsk längdåkningstränare. Han är 2021 teamchef för Team Ragde i Visma Ski Classic. Han har tidigare varit förbundskapten i både Sverige, Finland och Norge.[källa behövs]